# Mega Man III (Game Boy)
Mega Man III, conocido como Rockman World 3 (ロックマンワールド3 Rokkuman Wārudo 3?) en Japón, es el tercer videojuego de Mega Man realizado para Game Boy de Nintendo. Fue publicado por Capcom entre 1992 y 1993.

## Modo de juego
Mega Man III usa varios contenidos de su homólogo de NES, Mega Man 3, e incluye varios elementos de Mega Man 4. Siguiendo el camino dejado de los dos anteriores títulos de Game Boy, en Mega Man III solo existen 4 Robot Master disponibles al inicio del juego, los cuales pertenecen a Mega Man 3 y son los 4 no incluidos en Mega Man II. Tras derrotarlos, innovan con el nivel intermedio que implica un jefe extra - tras culminarlo nos dejan disponible otros 4 Robot Master que fueron previamente vistos en Mega Man 4.
Eddie también ha sido incluido en el juego, para brindarnos un ítem al azar durante los Escenarios como se vio en Mega Man 4. Además, como los 2 anteriores títulos portátiles, se ofrece una Batalla Extra contra un Robot Master exclusivo - otro miembro más de los Mega Man Killers - concluyendo con el último nivel del Dr. Wily.

## Historia
Unos pocos meses después de los eventos de Mega Man II, al Dr. Wily se la ha ocurrido una nueva idea, para cumplir su ambición de la conquista mundial, intentará tomar el control de todas las plataformas petroleras en las costas de todo el mundo. Para cumplir tal objetivo ha tenido que enviar a 4 poderosos Robot Masters, siendo sus aún leales Robots que lo ayudaron durante los eventos del robo de Gamma, construyendo varias locaciones alrededor del globo.
El Dr. Light enterándose de la preocupante situación ha informado a Mega Man para investigar y detener los planes del malvado científico antes de que se concreten. Es así como Mega Man junto a sus compañeros Rush y Eddie se dirigen hacia una nueva confrontación contra los Wily Numbers.
Si logrará detener la peligrosa situación, se deberá dirigir hasta la Estación de Taladrado del Dr. Wily, quien no se ha limitado a quedarse quieto, sino prepara una emboscada con sus gigantescos robots y otros terribles 4 Robot Master, que son réplicas de los Modelos del Dr. Cossack.
Mientras tanto Wily observará este espectáculo desde su Fortaleza Marítima, siendo protegido por su más nueva y poderosa creación, un Nuevo Modelo Mega Man Killer, que estará dispuesto a aniquilar a Mega Man.

## Personajes
- Mega Man: El Protagonista.
- Rush: El compañero perro-robot de Mega Man.
- Eddie: El pequeño robot-transportador, se une a Mega Man en una nueva aventura.
- Dr. Wily: El villano. El Plan sobre el dominio de plataformas petroleras se ha puesto en marcha.
- Punk: El nuevo rival de Mega Man.

## Recepción
El juego recibió reseñas generalmente positivas.